# Théâtre des Folies-Dramatiques
Théâtre des Folies-Dramatiques je bývalé divadlo v Paříži, které se zaměřovalo na melodrama. Bylo postaveno v roce 1832 na Boulevardu du Temple na místě bývalého Théâtre de l'Ambigu-Comique. V roce 1862 se kvůli výstavbě náměstí Place de la République divadlo přestěhovalo do ulice Rue de Bondy (dnešní Rue René-Boulanger) v 10. obvodu a specializovalo se především na operety.
V roce 1848 zde měl Victor Massé premiéru své hry La Chambre gothique (Gotická komnata), roku 1879 Jacques Offenbach La Fille du tambour-major (Dcera plukovního bubeníka).
Ve 30. letech 20. století bylo divadlo přeměněno na kino.